# 岩芹酸
岩芹酸（也称为：(Z)-十八碳-6-烯酸，(Z)-Octadec-6-enoic acid）是一种Ω-12单不饱和脂肪酸，化学式CH3(CH2)10CH=CH(CH2)4COOH，名字来源于欧芹属的学名（Petroselinum），存在于一些动物脂肪和植物油中